# Данстерфорс
Данстерфорс — специальный отряд союзников, созданный в декабре 1917 года под командованием британского генерал-майора Лионела Денстервиля. Включал около 350 австралийских, новозеландских, британских и канадских офицеров и унтер -офицеров, набранных с Западного и Месопотамского фронтов. Предназначался для помощи местным силам в северном Иране и на Южном Кавказе в организации обороны Баку от османской армии. Второй целью отряда была помощь отрядам русских казаков в северном Иране для предотвращения проникновение немецких и османских агентов в Среднюю Азию, Афганистан и Индию.